# 阿道夫·希特勒的個人崇拜

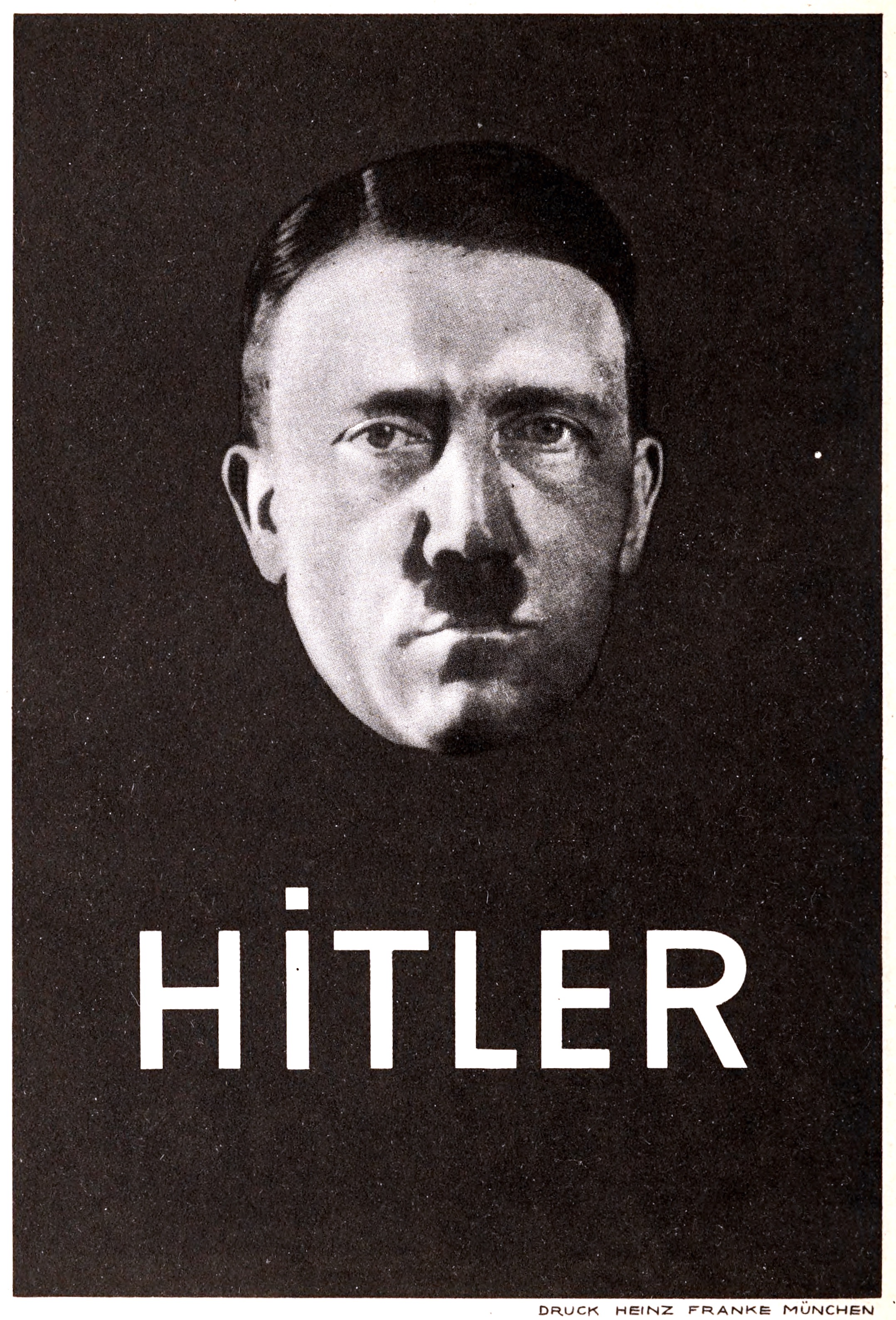
1932年德國總統競選期間使用的競選海報

阿道夫·希特勒的個人崇拜是指在20世紀上半葉中，因為執政黨的統治需要，用大規模宣傳手段將希特勒在德國塑造成崇拜對象的情況。這是是納粹德國（1933-1945）時的一個顯著現象，始於20年代納粹黨成立初期。基於領袖永遠正確的元首原則，納粹不斷通過希特勒在解決德國經濟問題方面的明顯成功、二戰前外交政策中不流血的勝利以及他在波蘭和法國的快速軍事勝利來進行宣傳，這種宣傳不斷得到強化。在戰爭的早期，它最終成為了納粹控制人民的主要手段。
在這個神話中，希特勒是一個無懈可擊的多面天才，具有英勇的、幾乎超人的品質，近乎被神化。 但這種崇拜事實上團結了德國人民，也很大程度上防止了納粹運動分裂成交戰派系。

## 希特勒在媒體和大眾中的形象
從納粹黨成立初期開始，納粹就將納粹領導人阿道夫·希特勒描繪成一個標誌性人物，稱他是唯一有能力拯救德國的人。在第一次世界大戰結束後和兩次世界大戰之間，德國人民在魏瑪共和國的統治下遭受了巨大的苦難，在納粹的宣傳中，只有作為救世主的希特勒才能拯救他們，恢復德國的偉大，從而產生了“元首崇拜”的神話。早在1922年10月28日貝尼托·墨索里尼“向羅馬進軍”後幾天，一位納粹黨發言人就在啤酒館裡宣布“德國的墨索里尼被稱為阿道夫·希特勒”，從而助長了希特勒的個人崇拜。1922年12月，納粹報紙《人民觀察家》聲稱希特勒不再是納粹黨的鼓手，而是一個只能拯救德國的領袖。
在1923年11月慕尼黑政變失敗和希特勒入獄後，他著手塑造自己的形象，以吸引德國的各個階層的人民。隨著時間的推移，他形成了一種帶有民族主義和宗教色彩的自我形象，這使他對幾乎所有德國人都有吸引力，並促使他宣稱，“我已經喚醒了群眾”。

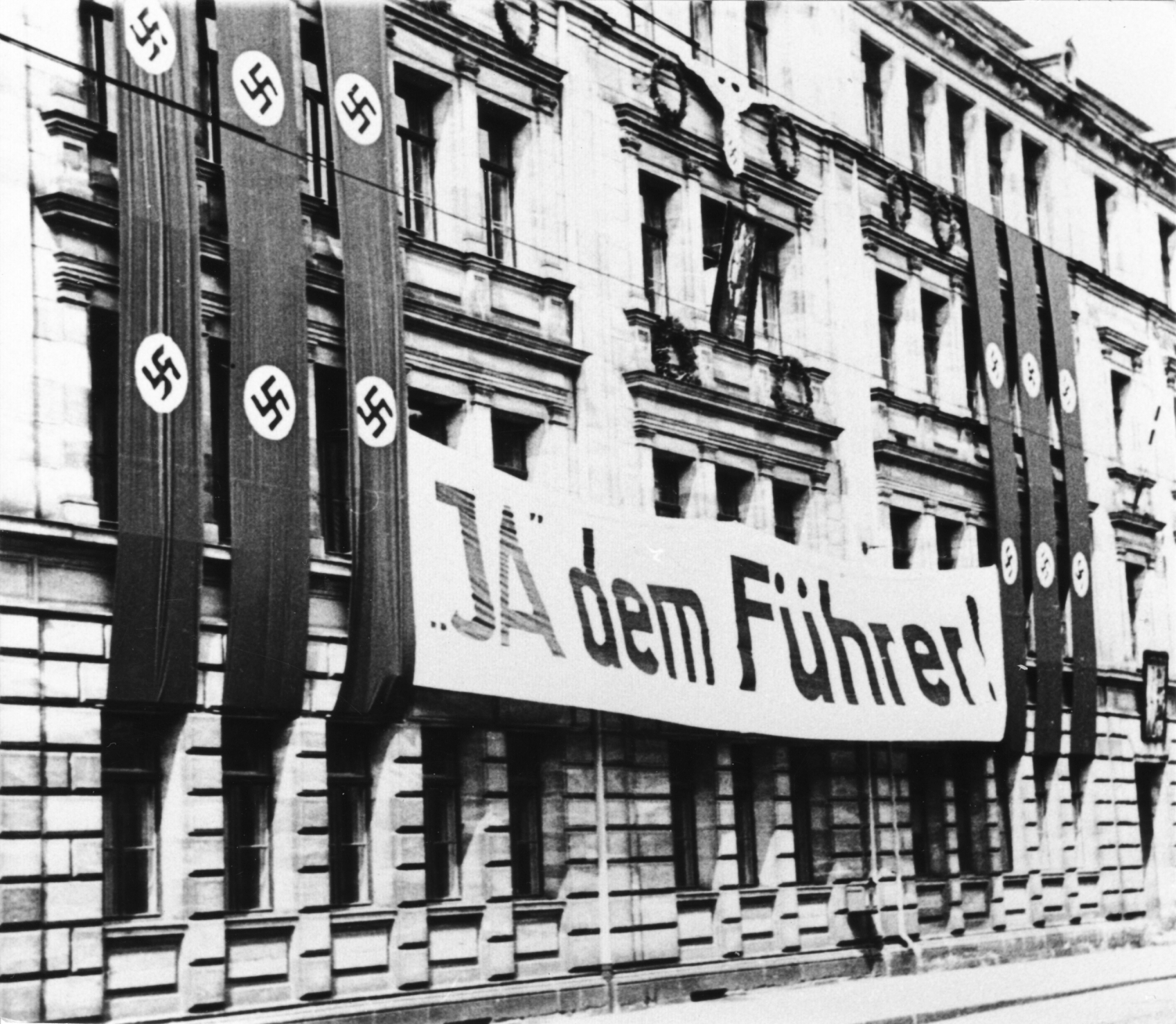
“Ja dem Führer”（“對領袖說好”），1934年德國全民公投時在菲爾特一所學校大樓外張貼的納粹標語橫幅

納粹特意為他們黨起了一個獨特的名稱，叫“國家社會主義德國工人黨”，以此來吸引具有左翼和右翼敏感性的德國人。當希特勒於1921年接管該黨成為其領袖時，他堅持要在該黨的名稱中加上“國家社會主義者”，因為當時該黨被稱為德國工人黨。儘管希特勒和納粹聲稱自己是社會主義者，但事實並非如此，它僅用於宣傳目的和吸引新成員。納粹上台後，他們鎮壓工會，迫害共產主義者、社會主義者等左翼反對派。
納粹宣傳主管約瑟夫·戈培爾的報紙《进攻报》在創造元首神話方面發揮了重要作用。從出版初期開始，希特勒的照片和圖畫就很常見。這個神話使希特勒對許多納粹黨成員來說顯得神秘莫測。希特勒在各個方面都被視為楷模：他被視為第一次世界大戰期間冒著生命危險為德國而戰的人民、工人和士兵之一，當時，希特勒被描繪成一個具有近乎超人品質的天才，接近於值得崇拜的神靈。納粹上台後，希特勒每年都會收到來自全國各地各階層、各行各業的德國人的12000多封崇拜和讚美信。

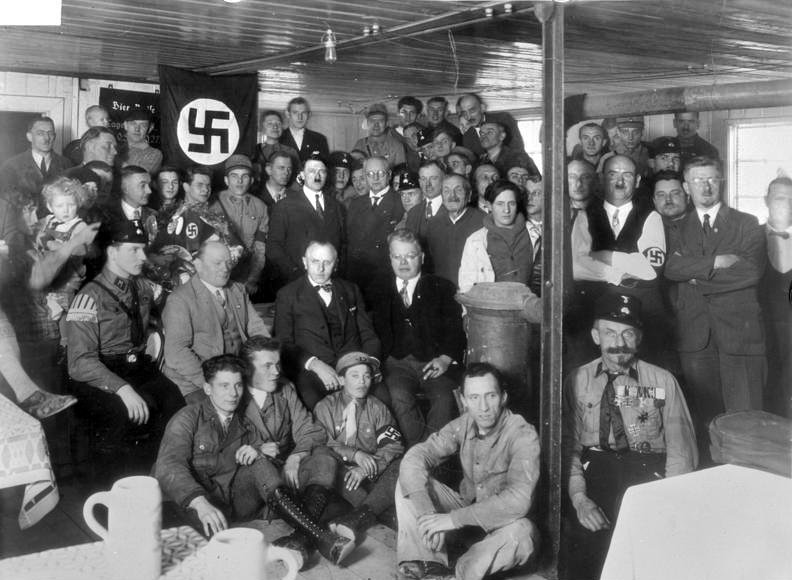
1930年，希特勒和納粹黨黨員

1930年，據稱希特勒告訴奧托·斯特拉瑟，“對納粹黨們來說，理念就是元首，每個黨員只需要服從元首”。在1932年的五次競選活動中，納粹報紙《人民觀察家》將希特勒描繪成一個團結群眾的人，一個以拯救德國為唯一使命的人，他是德國的“領袖”在競選期間，希特勒在黨內獲得了最高地位。《人民觀察家》的標題引用了希特勒的話“國家社會主義運動是德意志民族的複興”。同樣，戈培爾在《憤怒的人》中寫道，希特勒是“偉大的德國人、元首、先知和戰士，是群眾最後的希望，是德國自由意志的閃亮象徵”。
由於20世紀20年代末爆發的資本主義經濟大蕭條的影響，德國的經濟危機持續加劇，隨著納粹通過憑藉他們在國會中所佔席位的數量獲得政治權力，戈培爾的宣傳機器創造了希特勒的形象，將其擬人化，促使人們對魏瑪共和國無力解決他們的問題的憤怒。宣傳中說，希特勒是唯一能夠拯救德國並創造新社會秩序，即“民族共同体”的人；希特勒是“千百萬人的希望”，是以自己的血肉之軀拯救德國的人。根據歷史學家伊恩·克肖的說法, “人民將他們自己的信仰、願望和願望投射到希特勒身上。他將它們融入了民族完全重生的願景中。” 戈培爾將希特勒塑造成“英雄天才”的形象。在納粹德國期間，每年希特勒生日前夕，戈培爾都會發表題為“我們的希特勒”的演講，在演講中他稱讚了希特勒人格和思想的許多美德。當然，其中不少內容都是無中生有的。
這個神話還衍生出了“要是元首知道就好了”這句話背後的概念：當德國人民對國家的管理方式不滿意時，他們將其歸咎於納粹大佬，而沒有將任何責任歸咎於希特勒本人。他們相信，如果希特勒知道發生了什麼，他就會糾正錯誤。這些黨內大佬對領袖隱瞞了信息，才會導致這種情況。1934年的長刀之夜（對希特勒在納粹黨內及其準軍事部門衝鋒隊以及許多其他組織中的反對者進行的兇殘清洗）的事件被公之於眾，這可能對希特勒的元首神話有一定的負面影響，但希特勒鎮壓了反對他的聲音，這有助於強化希特勒作為德國人民保護者的形象。
1934年，希特勒選定的繼任者赫爾曼·戈林說：“這個人身上有某種神秘的、難以言喻的、幾乎無法理解的東西……我們愛阿道夫·希特勒，因為我們深切而堅定地相信，他是上帝派給我們去拯救德國的。......沒有什麼品質是他不具備的。......對我們來說，元首在所有政治事務以及涉及人民的國家和社會利益的所有其他問題上都是絕對可靠的”。
納粹宣傳使德國人對希特勒的思想有信心。1941年納粹宣傳片總結了希特勒形像在納粹宣傳中的使用程度，當時一部納粹新聞片稱“沒有元首照片的新聞片不被視為符合標準”。

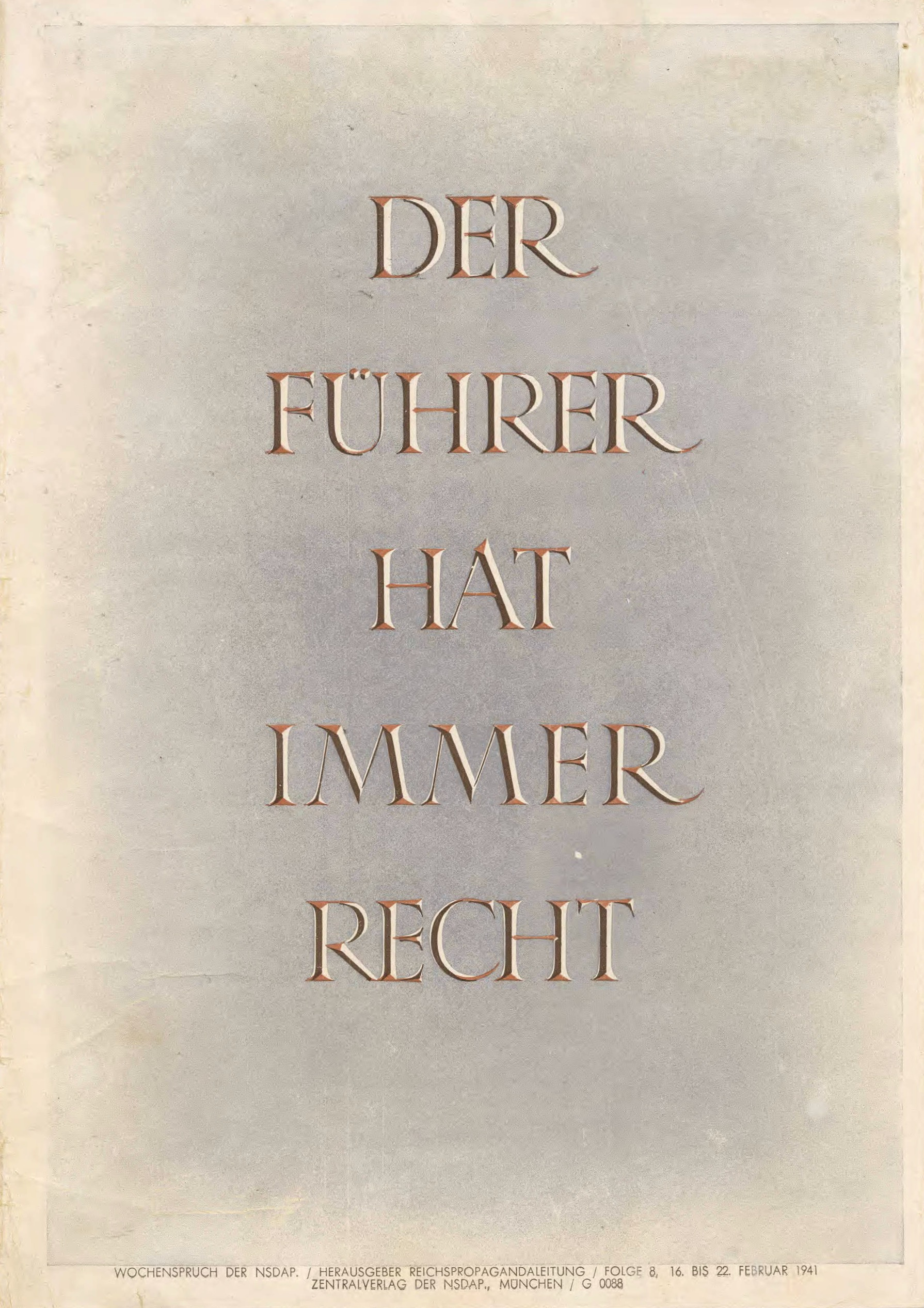
1941年2月16日出版的德國刊物寫道:元首一切是對的

## 忠誠與奉獻
我向上帝發誓
我將無條件地服從
德意志帝國和人民的領袖
阿道夫希特勒，武裝部隊的最高統帥
並且作為一名勇敢的士兵，我將隨時準備
為了這誓言獻出自己的生命
 — 國防軍對阿道夫希特勒的效忠誓言
我發誓
我將忠實服從
德意志帝國和人民的領袖，阿道夫·希特勒
遵紀守法，認真履行我的公務，願上帝保佑！
 — 公務員向阿道夫希特勒宣誓

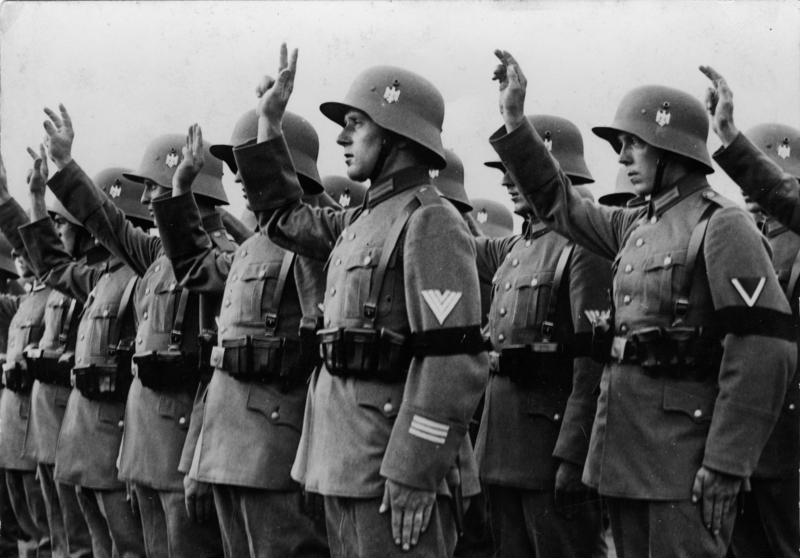
1934年，德國國防部的士兵舉手宣讀效忠誓言

1934年8月2日德國總統保羅·馮·興登堡去世後，希特勒決定將總統和總理的辦公室合併在一起，同時希望統領總統和總理的權力，因此宣布自己為“領袖和帝國總理”（Führer und Reichskanzler）。不久之後，陸軍部長维尔纳·冯·勃洛姆堡發布命令，要求所有此前宣誓效忠德國的軍人改為親自宣誓效忠希特勒。公務員也必須宣誓。
“希特勒萬歲”的敬禮成為對所有納粹黨成員以及後來的公務員和軍隊的強制性要求，這也是對希特勒完全忠誠的象徵。
1933年至1945年間，德國大約有4,000個城鎮授予希特勒榮譽市民稱號，以示對他的忠誠。第二次世界大戰結束以後，許多城鎮都撤銷了該決定。
希特勒故意不讓德國公眾知道他的私生活，以確保他的聲望，尤其是對德國女性的聲望。當被問到為什麼沒有妻子時，他會回答說，“我嫁給了德國”。德國婦女真誠地相信他單身並且獻身於德國。許多德國女性崇拜他並經常以帶有色情挑逗的方式給他寫信。成千上萬的德國婦女會在他家外等候，只為看一眼他；許多人一看到他就會歇斯底里，對他大喊“我的元首，我想和你生個孩子！”之類的話。不少女子還試圖湊近親吻，卻被他的保鏢制止拖走。希特勒與他的情婦愛娃·布勞恩的關係仍然是一個嚴密保守的秘密，因為希特勒相信如果女人知道他有妻子，他就會失去對她們的吸引力。因此，直至後來納粹搬至地堡辦公，納粹帝國瀕臨崩潰時，希特勒才正式與愛娃結為夫妻。

## 崇拜的終結
在第二次世界大戰開始之前，這種虛假的宣傳已經開始受到揭露，但直到戰爭接近尾聲時，它才完全暴露在德國民眾面前。

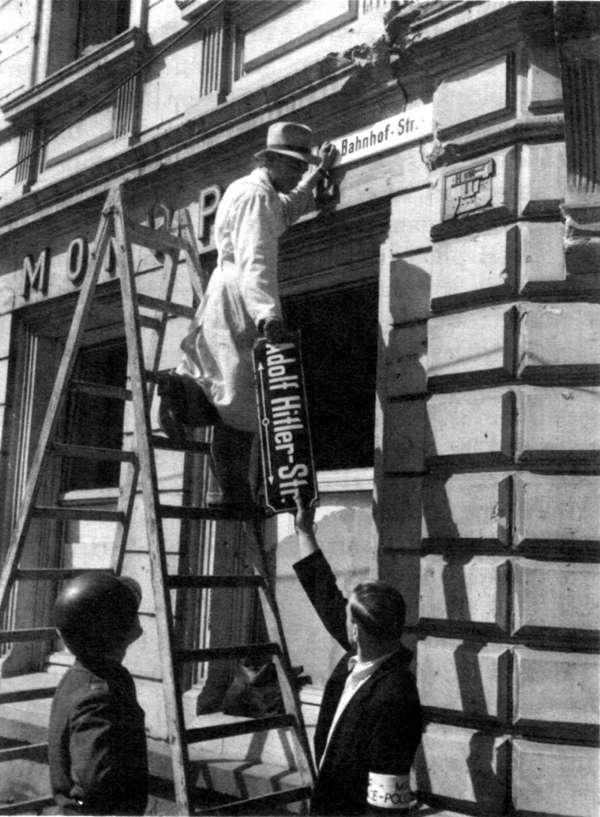
1945年5月12日，德國特里爾，工人們正在拆除前“阿道夫希特勒大街”（今“Steinbrückstraße”）的標牌

在希特勒發起入侵蘇聯的巴巴羅薩行動後，元首神話開始破滅，因為他認為這次行動只會持續六週多一點。隨著時間的推移，德國在1943年的斯大林格勒戰役後開始遭受持續的軍事失敗，元首神話不斷破滅。儘管希特勒本人將失敗歸咎於他的將軍，但民眾開始意識到希特勒不再是一個永遠的軍事天才。希特勒第一次因發動戰爭而受到個人指責。希特勒變得更加內向，很少再與德國人民交談。戈培爾試圖將希特勒描繪成像腓特烈大帝一樣的人，稱儘管經歷了所有挫折，他最終還會取得了勝利；然而，到了這個時候，大多數德國人都知道他們將輸掉這場戰爭，而希特勒早期的呼籲幾乎完全落空。但是，希特勒神話在德國青年中的吸引力仍然很強，甚至超過其他年齡段的德國人，因為他們被納粹宣傳灌輸了十多年。
然而，對盟軍轟炸行動造成的恐怖的仇恨，以及希特勒所說的最終將贏得戰爭的新承諾，促使一些德國人仍對希特勒保持忠誠。 1944年7月20日暗殺希特勒未遂，這也促使人們對希特勒的忠誠度高漲，儘管這是短暫的。
在20世紀20年代開始就一直是希特勒的熱心支持者的老黨戰士是最後一批仍然堅信元首神話的德國人，即使戰爭顯然已經失敗了。戰士主要由個人以某種方式從納粹政權中受益的人組成。直至納粹德國末期，仍有部分納粹分子對神話抱有“不可動搖的信念”。
根據歷史學家麗莎·派恩的說法，在第二次世界大戰的最後階段，元首的神話“完全崩潰了”。很少有德國平民為希特勒在1945年的自殺而哀悼，因為他們忙於應對德國的崩潰或逃離戰火。根據希特勒傳記作家約翰托蘭德的說法，納粹主義在沒有領袖的情況下“像泡沫一樣破滅”。